# 鳥取県道302号大坪隼停車場線
鳥取県道302号大坪隼停車場線（とっとりけんどう302ごう おおつぼはやぶさていしゃじょうせん）は、鳥取県八頭郡八頭町を通る一般県道である。

## 概要
八頭郡八頭町大坪から八頭郡八頭町見槻中に至る。

### 路線データ
- 現道
  - 起点：鳥取県八頭郡八頭町大坪（鳥取県道39号郡家国府線交点）
  - 終点：鳥取県八頭郡八頭町見槻中（若桜鉄道若桜線 隼駅前）
- 別線
  - 起点：鳥取県八頭郡八頭町西御門（国道29号・鳥取県道302号大坪隼停車場線現道交点）
  - 終点：鳥取県八頭郡八頭町見槻中（国道482号・鳥取県道302号大坪隼停車場線現道交点）

## 歴史
- 2024年（令和6年）3月22日 - 鳥取県告示第138号により八頭郡八頭町市谷の国道29号交点から八頭郡八頭町見槻中の隼駅付近までの区間を別線として追加指定[1]。

## 路線状況

### 重複区間
- 現道
  - 国道29号（八頭郡八頭町西御門・河原インター線西御門交差点 - 八頭郡八頭町西御門）
  - 国道482号・鳥取県道153号才代船岡線（八頭郡八頭町見槻中）
- 別線
  - 国道29号（八頭郡八頭町西御門 - 八頭郡八頭町市谷）
  - 国道482号・鳥取県道153号才代船岡線（八頭郡八頭町福井 - 八頭郡八頭町見槻中）

### 道路施設

#### 橋梁
- 瀬戸橋（八東川、八頭郡八頭町）

## 地理

### 通過する自治体
- 鳥取県
  - 八頭郡八頭町

### 交差する道路
| 交差する道路                                                                                   | 交差する場所 | 交差する場所                                                                  |
| 現道                                                                                           | 現道         | 現道                                                                          |
| ---------------------------------------------------------------------------------------------- | ------------ | ----------------------------------------------------------------------------- |
| 鳥取県道39号郡家国府線                                                                         | 大坪         | 起点                                                                          |
| 国道29号 重複区間起点 鳥取県道324号河原インター線                                              | 西御門       | 河原インター線西御門交差点                                                    |
| 国道29号 重複区間終点 鳥取県道302号大坪隼停車場線 / 別線                                       | 西御門       |                                                                               |
| 国道482号 重複区間起点 鳥取県道153号才代船岡線 重複区間起点                                    | 見槻中（）   |                                                                               |
| 国道482号 重複区間終点 鳥取県道153号才代船岡線 重複区間終点 鳥取県道302号大坪隼停車場線 / 別線 | 見槻中       |                                                                               |
| 別線                                                                                           |              |                                                                               |
| 国道29号 重複区間起点 鳥取県道302号大坪隼停車場線 / 現道                                       | 西御門       | 別線起点                                                                      |
| 国道29号 重複区間終点                                                                          | 市谷（）     | 【北緯35度23分32.3秒 東経134度16分44.5秒 / 北緯35.392306度 東経134.279028度】 |
| 国道482号 重複区間起点 鳥取県道153号才代船岡線 重複区間起点                                    | 福井         | 【北緯35度23分15.9秒 東経134度16分32.5秒 / 北緯35.387750度 東経134.275694度】 |
| 国道482号 重複区間終点 鳥取県道153号才代船岡線 重複区間終点 鳥取県道302号大坪隼停車場線 / 現道 | 見槻中       | 別線終点                                                                      |

### 交差する鉄道
- 若桜鉄道若桜線

### 沿線
- 若桜鉄道若桜線 隼駅